# Rhoon (métro de Rotterdam)
Rhoon est une station de la ligne D du métro de Rotterdam. Elle est située au village de Rhoon sur le territoire de la municipalité d'Albrandswaard, au sud-est de Rotterdam au Pays-Bas.
Mise en service en 1974, elle est desservie, depuis 2009, par les rames de la ligne C et la ligne D du métro.

## Situation sur le réseau

Plan du métro.

Établie en surface, la station Rhoon, de la ligne D du métro de Rotterdam, est établie entre la station Slinge, en direction du terminus Rotterdam-Centrale, et la station Poortugaal, en direction du terminus sud-ouest De Akkers,.
Elle dispose des deux voies de la ligne encadrés par deux quais latéraux.

## Histoire
La station Rhoon est mise en service le 25 octobre 1974, lors de l'ouverture à l'exploitation de la section de Slinge à Zalmplaat.
En décembre 2009, lors de la réorganisation et du renommage, des lignes du métro, elle devient une station de passage de la ligne D du métro.

## Services aux voyageurs

### Accès et accueil
L'accès principale est situé sur le Viaductweg qui surplombe les voies. La station est équipée d'automates pour l'achat ou la recharge de titres de transports. Elle est accessible aux personnes à la mobilité réduite.

### Desserte
Rhoon est desservie par les rames de la ligne D du métro de Rotterdam.

Installations et desserte
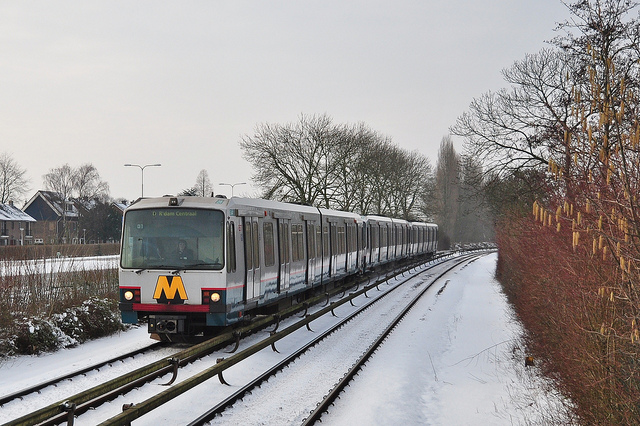
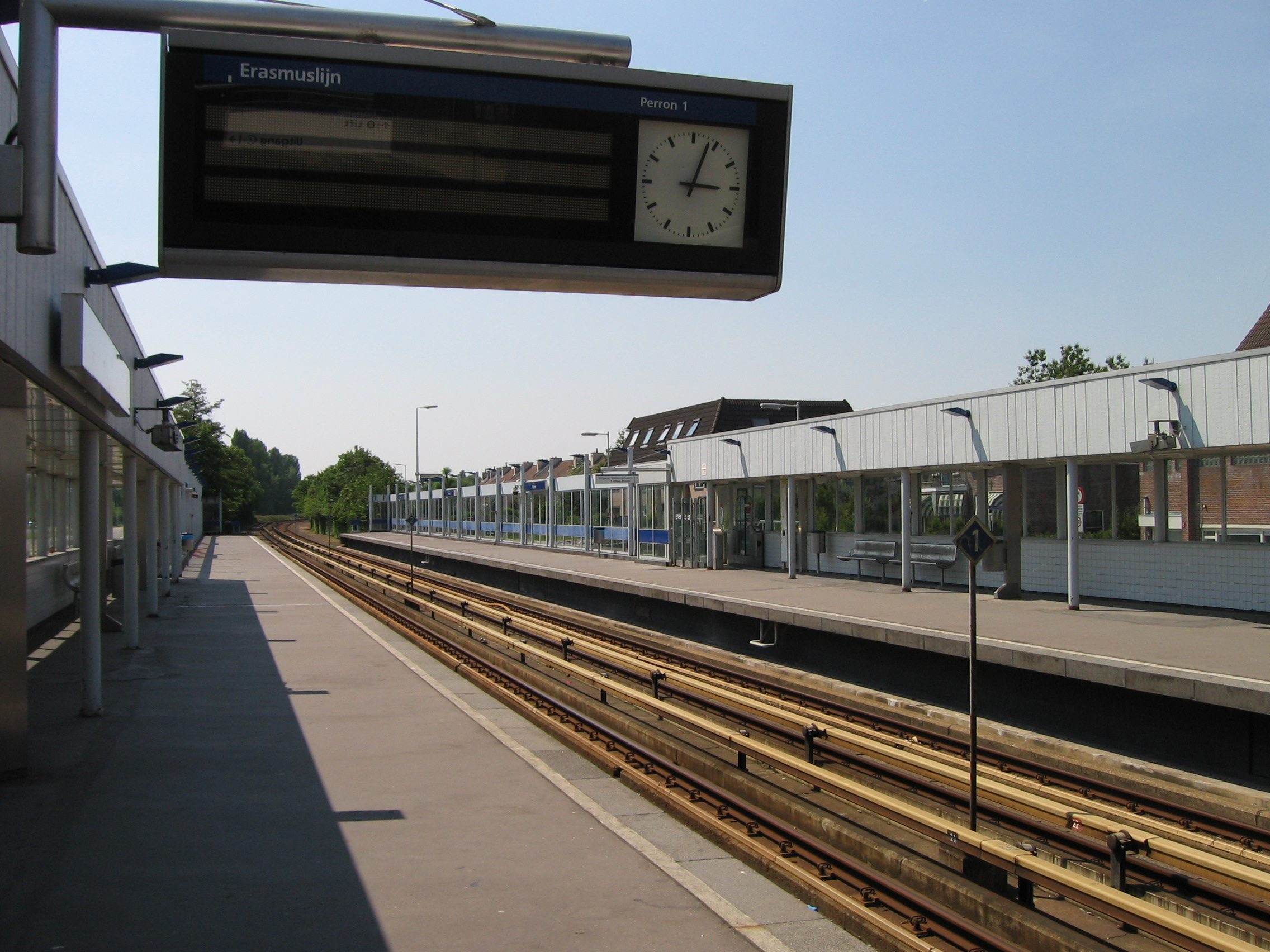
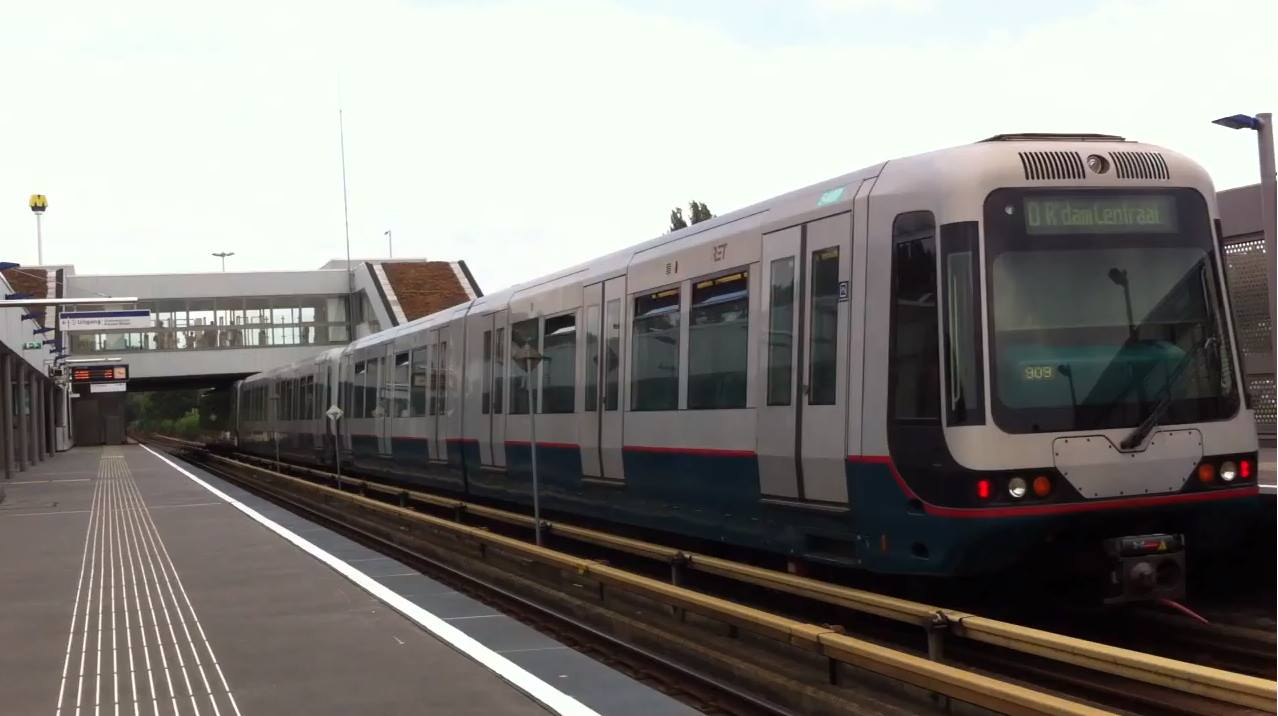

### Intermodalité
Elle est desservie par les bus des lignes 65 et 602 ainsi que par les bus de nuit BOB de la ligne B7. Elle dispose d'un abri couvert et fermé pour les vélos.